# Janet Novás
Pour les articles homonymes, voir Novás.
Janet Novás, de son nom complet María Janet Novás Rodríguez est une actrice espagnole, née à O Porriño, dans la province de Pontevedra, en 1982.

## Biographie
Elle étudie, durant sa jeunesse, la danse contemporaine à Madrid, Berlin et Bruxelles. Elle participe aux spectacles de la chanteuse Mercedes Peón.
En 2023, elle est révélée en tant qu'actrice par le rôle dramatique de Maria  dans le film O corno, une histoire de femmes réalisé par Jaione Camborda et produit par Maria Zamora.
Le film gagne la Coquille d'Or au Festival international du film de Saint-Sébastien.
En 2024, Janet Novás gagne le Prix Goya de la révélation féminine pour ce rôle.
En 2025, elle joue dans le film Romería de Carla Simón, sélectionné en compétition officielle du Festival de Cannes.

## Distinctions
- 2024 : Prix Goya du meilleur espoir féminin aux Goya pour O corno, une histoire de femmes.